# گذرنامه چکی

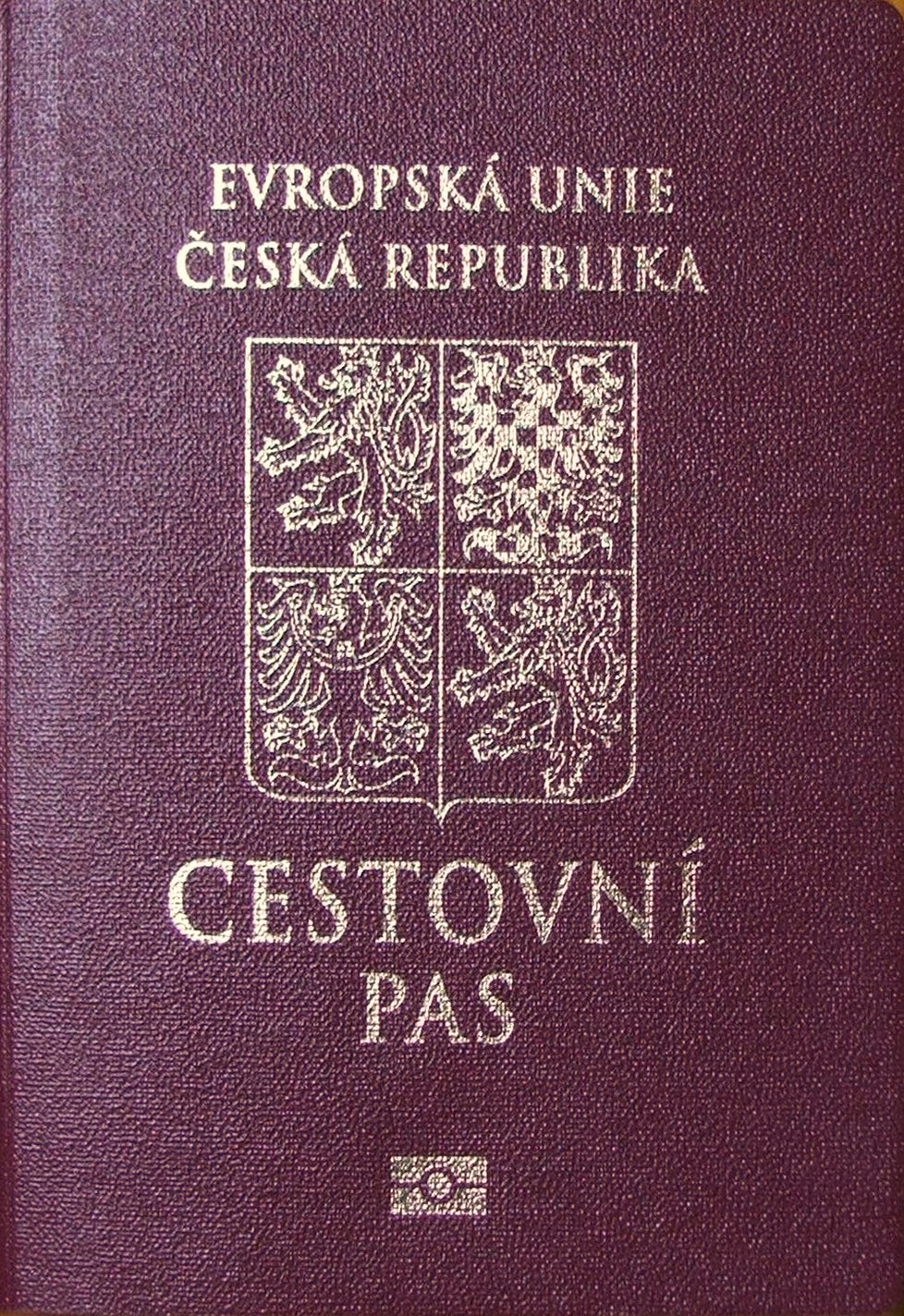
نمایی از یک‌نسخه گذرنامهٔ چکی در سال ۲۰۰۷

گذرنامهٔ چکی یک مدرک سفر بین‌المللی است که توسط کشور جمهوری چک صادر می‌شود و بنا بر داده‌های سال ۲۰۲۳، دارندگان آن می‌توانستند به ۱۸۷ کشور دیگر بدون دریافت ویزا سفر کنند یا ویزا را در بدو ورود دریافت نمایند. این گذرنامه بر اساس رتبه‌بندی شاخص گذرنامهٔ هنلی در سال ۲۰۲۳ در رتبهٔ ۶ قرار داشت.